# 福里斯特奧克斯 (北卡羅萊納州)
福里斯特奧克斯（英語：Forest Oaks）是位於美國北卡羅萊納州吉爾福德縣的普查規定居民點。

## 人口
根據2020年美國人口普查的數據，福里斯特奧克斯的面積為12.69平方千米，當中陸地面積為12.43平方千米，而水域面積為0.26平方千米。當地共有人口4209人，而人口密度為每平方千米331.68人。